# 소가 형제의 복수

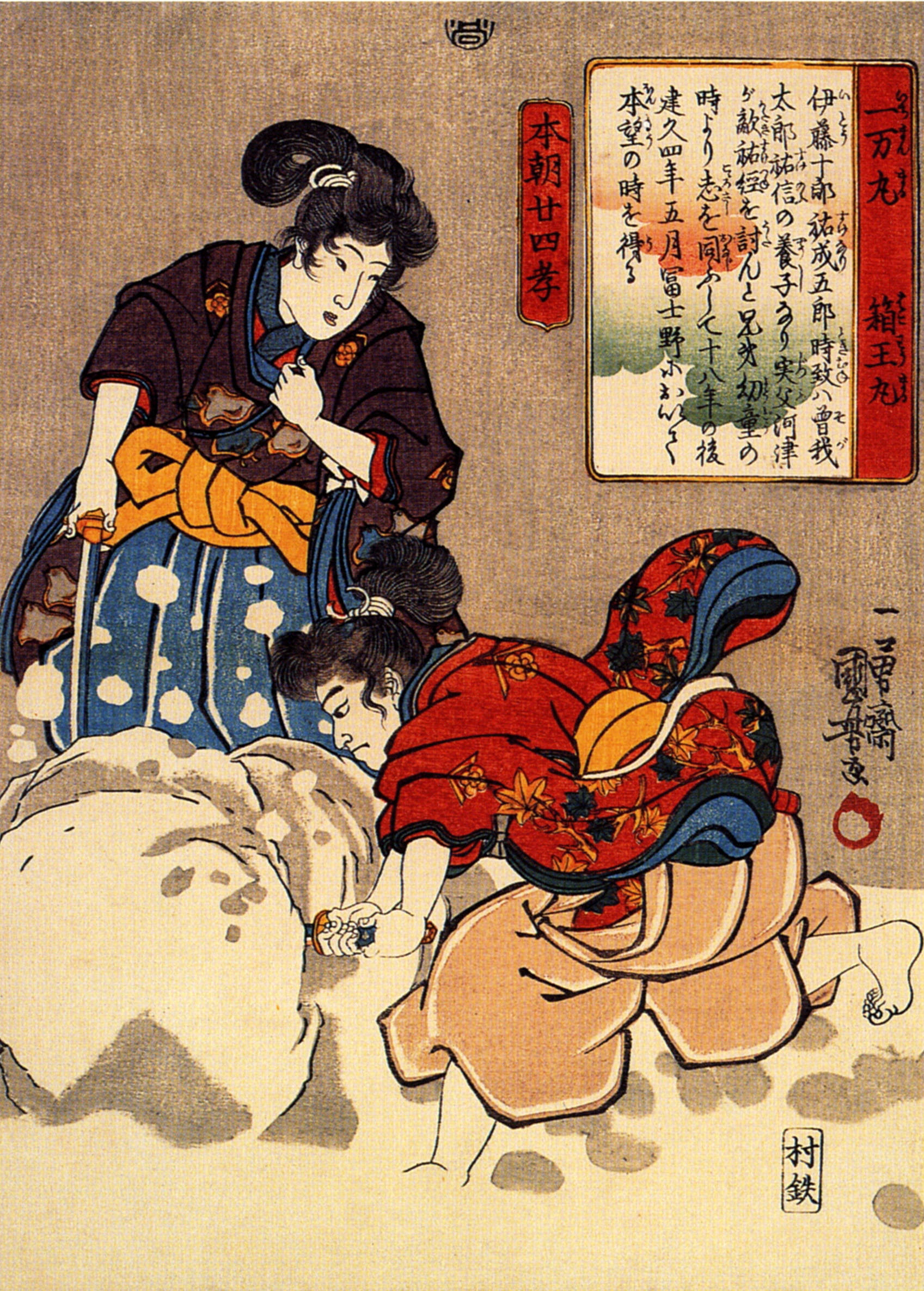
소가 형제를 그린 우키요에(浮世絵) -19세기 화가 우타가와 쿠니요시(歌川国芳) 그림

소가 형제의 복수(일본어: 曾我兄弟の仇討)란 1193년(겐큐(建久) 4년) 음력 5월 28일 미나모토노 요리토모(源頼朝)가 개최한 후지산 사냥 때 소가 스케나리(曾我祐成)와 토키무네(時致) 형제가 아비의 원수인 쿠도 스케츠네(工藤祐経)를 주살한 사건을 말한다. 관련자 3명이 모두 미나모토(源) 가의 고케닌(御家人)이어서 당시 파문이 컸었다. '아코번 낭사들의 복수(추신구라)'와 '이가 고개의 복수'와 함께 일본 3대 복수극 중 하나이다.

## 사건 경위

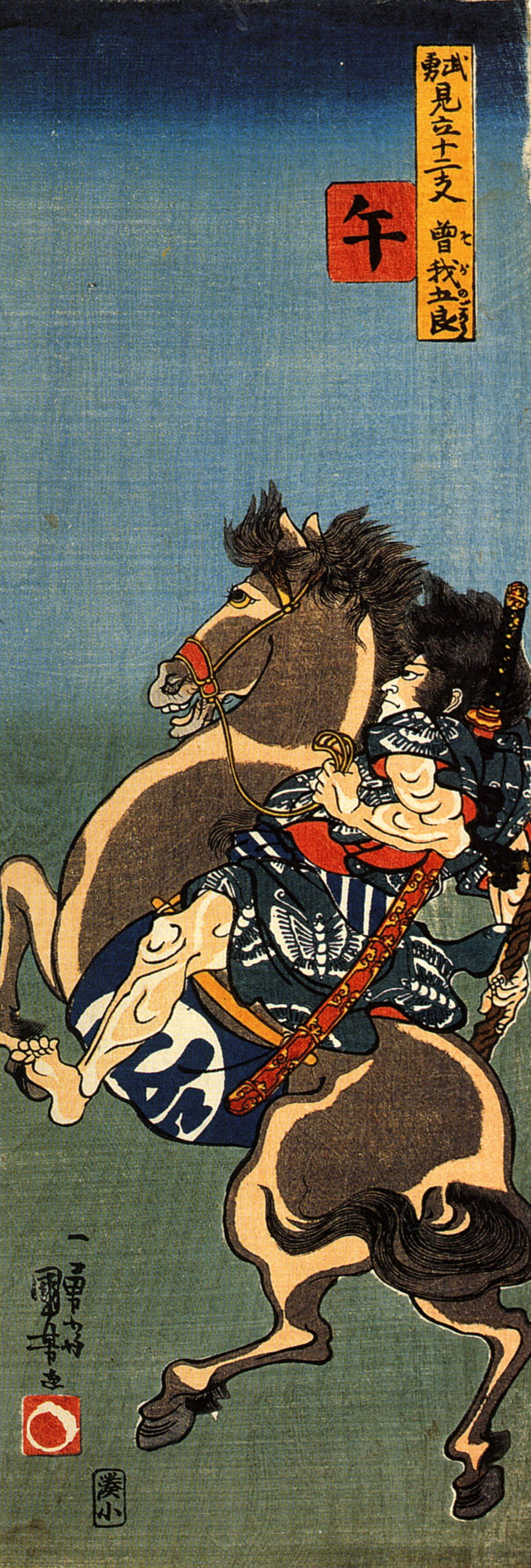
동생 소가 토키무네(曾我五郎時致)의 우키요에(浮世絵) -우타가와 쿠니요시(歌川国芳) 그림

영지 다툼으로 다이라(平)씨의 고케닌 쿠도 스케츠네(工藤祐経)는 삼촌 이토 스케치카(伊藤祐親)에게 원한을 품게 됐다. 이토 씨 역시 같은 다이라 씨의 고케닌이었다. 1176년(안겐 2년) 음력 10월, 스케츠네는 부하인 오-미 코후지타(大見小藤太)와 하치만 사부로(八幡三郎)를 시켜 삼촌이 늘 다니는 사냥터 수풀에 매복하게 했다. 이토를 노리고 두 자객이 쏜 화살은 조금 빗나가 스케치카의 장남 카와즈 스케야스(河津 祐康)가 즉사했다. 자객들은 임무 실패 후 도주했으나 곧 뒤쫓아온 이토의 부하들에게 잡혀 죽었다.
죽은 스케야스에게는 아내인 미츠에 고젠(満江御前)과 두 아들 이치만마루(一萬丸), 하코오마루(箱王丸)가 있었다. 어미 미츠에 고젠은 미나모토(源)가의 고케닌인 소가 스케노부(曾我祐信)와 재혼했다. 두 형제는 어머니를 따라 가마쿠라 근처에 있던 소가씨 장원에서 자랐으며 성씨도 '소가(曾我)씨'로 개명했다. 둘은 불의의 습격으로 죽었던 아비와 부자간 의가 좋았던 모양으로 관련 에피소드가 몇 개 전해진다.
얼마 후 치쇼・주에이 연간의 난(治承・寿永の乱)으로 다이라 씨가 몰락하고 역시 다이라 씨의 고케닌이던 이토(伊東)씨도 궁지에 몰렸다. 두 형제의 할아버지기도 했던 스케치카는 체포되어 자결을 강요당했던 반면, 쿠도 스케츠네는 재빨리 요리토모와 연줄을 만들어 미나모토 집안으로 말을 바꿔탔다. 스케츠네는 요리토모가 아끼는 신하 중 한 명이 됐다.
소가 형제는 양아버지의 눈치 속에서 힘들게 컸다. 형 이치만마루는 성인 관례 때 양아버지가 '소가 쥬로 스케나리(曾我十郎祐成)'란 이름을 내려줘 자신의 뒤를 잇게 했지만, 동생 하코오마루는 엄마, 형과 떨어져 하코네곤겐신사(箱根権現社)에 맡겨졌다. 어린 하코오마루는 신사에서 복사(稚児,訓:ちご)로서 하루하루를 보내며 죽은 아비의 명복도 같이 빌었다.
1187년(분지 3년), 미나모토노 요리토모가 하코네곤겐 신사에 참배하러 왔다. 하코오마루는 가마쿠라 집안 중신들이 주욱 모인 자리에서 요리토모 옆에 붙어있는 원수 쿠도 스케츠네를 발견했다. 두 방망이질치는 가슴을 억누르며 하코오마루는 기회를 노렸다. 몰래 활과 화살을 가져와 먼 발치에서 날린 회심의 한 발은 아깝게도 스케츠네가 찬 단도에 맞아 암살에 실패했다.
하코오마루는 그길로 도망나와 알음알음으로 가마쿠라 막부의 창업 공신 호조 토키마사(北条時政)에게 몸을 의탁했다. 토키마사의 전처가 소가 형제의 친고모였던 인연으로 토키마사가 직접 하코오마루의 상투를 틀어주었다. 토키마사는 하코오마루에게 자기 이름의 한 글자까지 내려주어, '소가 고로 토키무네(曾我五郎時致)'란 이름까지 지어줬다. 토키마사는 곧 형도 불러들여 소가 형제의 뒤를 봐주었다. 둘은 쿠도 스케치카를 항상 멀리서 노려보며 복수의 칼을 갈았다.
1193년(겐큐 4년) 음력 5월 미나모토노 요리토모는 후지산 기슭의 큰 숲에서 성대한 사냥 대회를 열었다. 그의 장남 요리이에(賴家)의 성인식을 즈음해 자신의 후계 자리를 만 천하에 알리려는 자리였다. 당연히 쿠도 스케츠네도 참가했다. 대회 마지막 날인 음력 5월 28일, 소가형제는 야음을 틈타 스케츠네의 침소에 잠입했다. 형제는 만취해 창녀를 안고 잠이든 스케츠네를 일부러 깨워 수십차례 난도질했다. 이 소동에 주변에서 호위 무사들이 모여들어 두 형제를 둘러쌌다. 악이 받친 두 형제는 10명의 사무라이들을 베어 넘기는 데는 성공했으나, 형 스케나리가 먼저 닛타 타다츠네(仁田忠常)에게 칼을 맞고 쓰러졌다. 동생 토키무네도 곧 포박되어 본진으로 즉시 압송됐고, 여장한 요리토모의 시동 고로마루(五郞丸)에게 의해 감금됐다.
다음 날 아침, 두 형제의 후견인인 토키마사가 사위 요리토모를 급히 배알하여 자세한 사정을 말했다. 요리토모는 사정을 듣고 딱하기도 하고 장인의 체면도 생각해 토키무네를 살려주려 했으나 이번엔 전날 죽은 스케츠네의 아들들이 길길이 뛰었다. 토키무네는 담담하게 자신의 죽음을 받아들이고는 참수형에 처해졌다.

## 사건의 여파
사건 직후 얼마간 가마쿠라와 요리토모간의 연락이 끊어졌다. 사냥에 간 남편 요리토모와 아들을 걱정하는 아내 호조 마사코(北条政子)에게 시숙 미나모토노 노리요리(源範頼) 가 '안심하십시오. 이 노리요리가 있지 않습니까'라며 안심시켰다. 그런데 노리요리의 이 말이 오히려 오해를 불러 일으켰다. 노리요리는 모반 기도 혐의로 슈젠사에 유폐돼 얼마 후 자결해야 했다.

## 요리토모 암살 미수설
일설에는 쿠도 스케츠네를 주살한 두 형제가 요리토모의 숙소에도 들어가 요리토모까지 암살하려 한 것이 아닌가하는 의심을 받고 있다. 진상이야 알 길이 없지만 형제의 후원자였던 호조 토키마사(北条時政)가 후일 외손주이자 2대 쇼군인 요리이에를 죽이고 자신이 1203년 초대 싯켄(執權)이란 가마쿠라 막부의 최고 실력자가 됐던 사실로 미루어 이같은 추측을 하는 사람들도 있다.

## 소가모노가타리(曽我物語)
이 복수극은 '소가이야기(『曽我物語』,訓:소가모노가타리)'로 정리되어, 에도시대에 들어서 각종 가면극(能), 조루리(浄瑠璃), 가부키(歌舞伎), 우키요에(浮世絵) 등의 인기있는 소재가 되었다.

## 그 밖에
시즈오카현 지역신문인 후지뉴스 2010년 5월 21일 자 기사에 따르면 간토 지방에서 규슈에 이르기까지 14개나 되는 소가 형제의 묘가 발견된다고 한다. 그 중 실제 형제의 묘로 가장 유력시되는 것은 소가 마을이라 불리는 일대이다. 특히 가나가와현 오다와라시에 있는 쇼젠사(城前寺) 경내에 있는 것들로 쇼젠사는 원래, 소가형제 사후 그들의 친 외숙부였던 우사미 선사(宇佐美禅師)가 형제의 유골을 옮겨와 명복을 비는 절로서 지어졌다고 한다.
또한 유력시되는 형제의 묫자리로는, 형 스케나리를 벤 닛타 타다츠네(仁田忠常)의 당시 천막이 있던 소가 하치만 궁의 동편 언덕 쪽이다. 스케나리가 베인 지점에 두 형제의 실제 묘가 있는 것이 아닌가 여겨지고 있다. 1295년에 건립됐다고 하며 현재 자리의 오륜탑은 에도 시대에 복원된 것이다.

## 참고 문헌
- 사카이 코이치(坂井孝一) 著, 소가모노가타리의 사실과 허구(『曾我物語の史実と虚構』), 요시카와 코분칸(吉川弘文館) 역사문화라이브러리, 2000년 발행, ISBN 4-642-05507-X
- 사카이 코이치(坂井孝一) 著, '소가모노가타리(曾我物語) -부제:이야기의 무대를 실제로 걷다' 야마카와 출판사(山川出版社), 2005년 초판 발행, ISBN 4-634-22460-7

## 같이 보기
- 아즈마카가미
- 호조 도키마사
- 호조 마사코
- 노 (연극)
- 가부키
- 가마쿠라 막부